# Pavrápencovití
Pavrápencovití (Hipposideridae) představují čeleď letounů.

## Systematika
Pavrápencovití, odb. Hipposideridae, byli dlouhodobě vedeni v rámci tradičního podřádu netopýři (Microchiroptera). Na základě morfologických údajů byla předpokládána jejich blízká příbuznost s vrápencovitými (Rhinolophidae), nykteridovitými (Nycteridae) a megadermovitými (Megadermatidae).
Moderní systematika letounů, na základě níž nejsou původní netopýři monofyletickým taxonem, však považuje čeleď pavrápencovitých za součást podřádu kaloňotvaří (Yinpterochiroptera) a širší nadčeledi vrápencovci (Rhinolophoidea), jež mj. vylučuje čeleď nykteridovitých. Z hlediska fylogeneze jsou čeledi Hipposideridae a Rhinolophidae pravděpodobně sesterskými skupinami, s předpokládanou divergencí v průběhu eocénu možná na území Afriky. Nejstarší fosilní pozůstatky pavrápencovitých pocházejí ze začátku středního eocénu. Vztahy pavrápencovitých a pravých vrápencovitých vůči ostatním skupinám vrápencovců však zůstávají předmětem debat, stejně jako vnitřní systematika pavrápencovitých. Studie z roku 2015 od pavrápencovitých vydělila rody Cloeotis, Rhinonicteris, Paratriaenops a Triaenops do samostatné čeledi Rhinonycteridae.
Při jejich vynechání zahrnuje čeleď pavrápencovitých následujících sedm rodů:
- Anthops Thomas, 1888
- Asellia Gray, 1838
- Aselliscus Tate, 1941
- Coelops Blyth, 1848
- Doryrhina Peters, 1871
- Hipposideros Gray, 1831
- Macronycteris Gray, 1866

## Popis

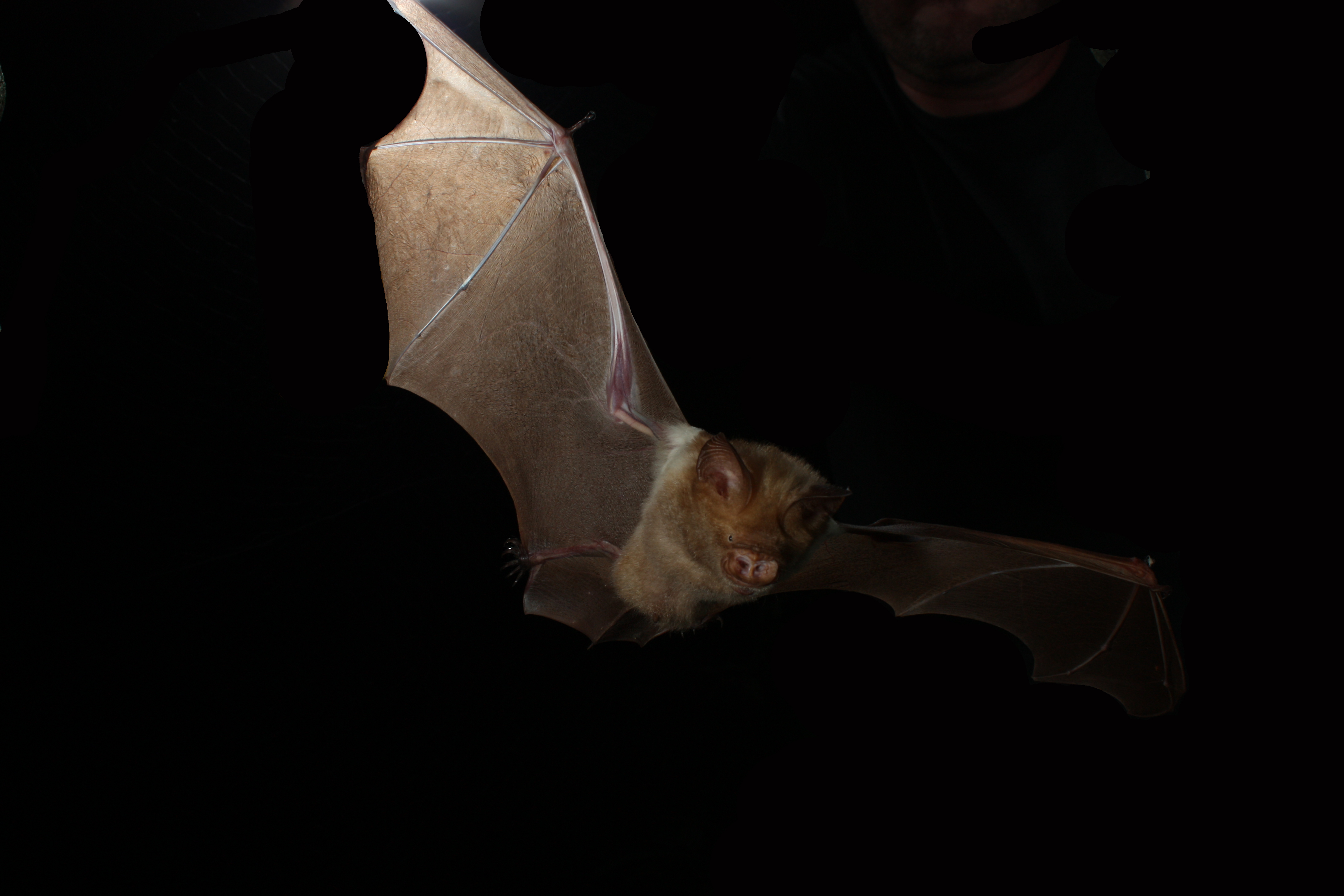
Pavrápenec diadémový v letu

Pavrápenec diadémový (Hipposideros diadema) dosahuje velikosti 8,5 až 9,2 cm, s ocasem o délce 5 až 6 cm a hmotností nepřesahující 50 g. Vzhledově se zástupci této čeledi podobají pravým vrápencům, nicméně jejich nosní lístek má jednodušší stavbu. Celá tato struktura bývá často rozdělena do dvou laloků, přičemž spodní okraj nosního lístku je zaoblený. V rámci jednotlivých rodů se však tvarem liší a v některých případech může dorůst do značně excesivní podoby; například u pavrápence Hipposideros lylei dokonce zcela zakrývá přední část zorného pole. Uši jsou obvykle velké, trychtýřovité a se zužujícími se špičkami. Chybí ušní víčko neboli tragus. Oči jsou relativně malé. Celkový zubní vzorec činí 1.1.1–2.32.1.2–3.3.
Křídla jsou poměrně velká, s krátkými a zaoblenými špičkami. Druhý prst se vyznačuje dlouhou záprstní kostí neboli metakarpem, ale postrádá kostěné články. Podobně jako u nykteridovitých vyniká anatomie ramenního pletence (cingulum pectorale), jenž je modifikován ve směru zvětšení a zesílení hrudní kosti. Zadní končetiny jsou středně dlouhé, s malými chodidly. Prsty zadních končetin nesou – s výjimkou palců – pouze dva články. Ocas bývá relativně krátký až středně dlouhý, obvykle jej zcela obklopuje uropatagiální membrána.

## Chování a ekologie

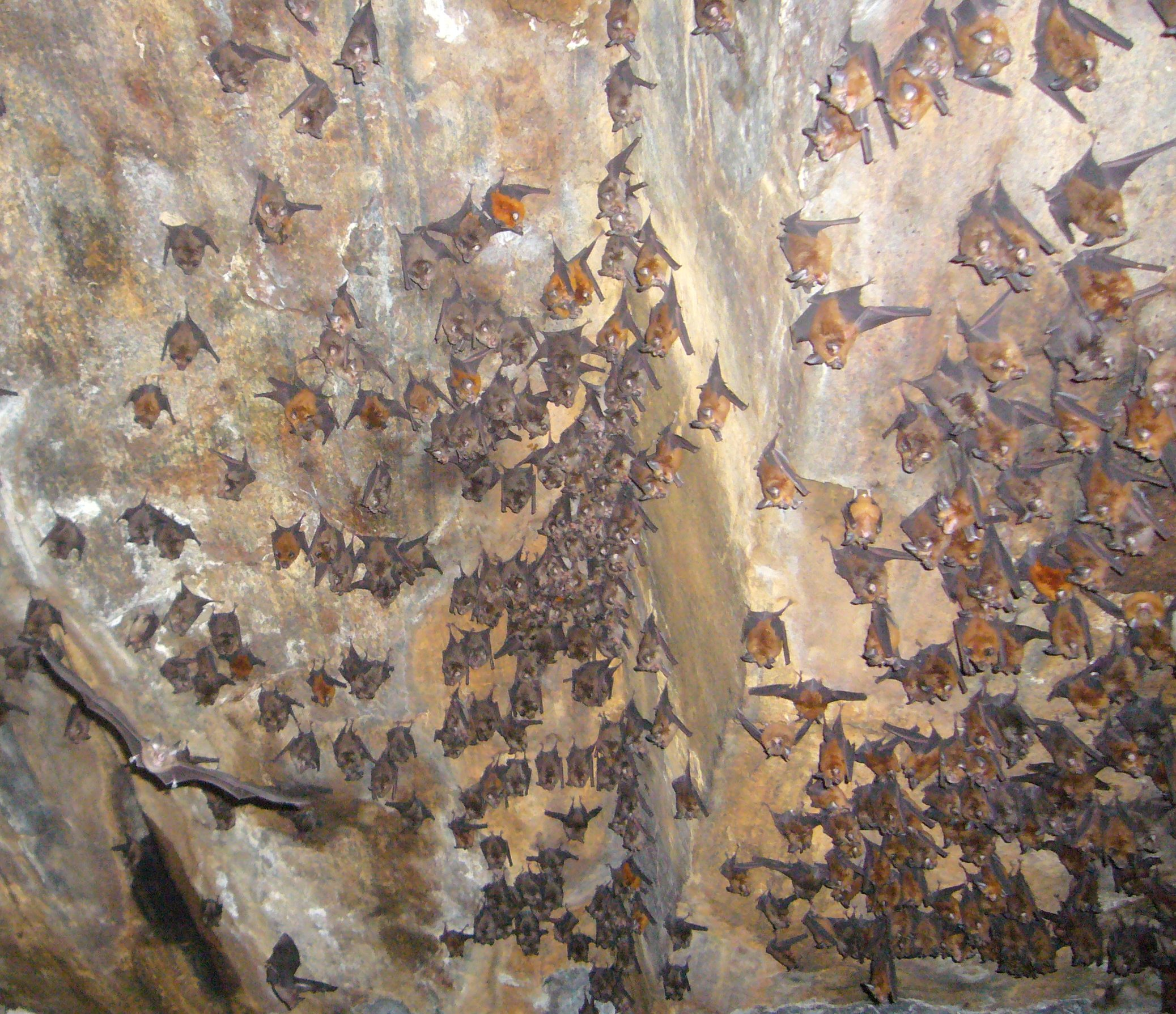
Kolonie pavrápenců na Cejlonu

Pavrápencovití jsou rozšířeni převážně v afrotropické, orientální a australské zoogeografické oblasti, okrajově svým areálem výskytu nicméně zasahují též do palearkta. Preferují různé tropické a subtropické ekosystémy, výběr úkrytů ke hřadování bývá dosti pestrý. Většina druhů hřaduje ve skupinách různé velikosti až do několikatisícových agregací, ačkoli někteří zástupci žijí rovněž samotářsky. Některé severně žijící druhy, například někteří zástupci z rodu Hipposideros, mohou hibernovat. Rozmnožování probíhá sezónně, přičemž samice obvykle rodí každoročně jediné mládě. Objevuje se fenomén odloženého oplodnění, kdy se samice sice spáří na podzim, ale spermie si v životaschopném stavu nechávají až do následujícího roku, kdy dojde k oplození. Doba odstavení od mateřského mléka i dosažení pohlavní dospělosti zjevně závisí na zeměpisné šířce, s vyššími hodnotami v případě tropických druhů.
Složení jídelníčku pavrápencovitých závisí na druhu, ačkoli z obecného pohledu se jedná o hmyzožravce. Kořist tito netopýři vyhledávají echolokací, přičemž echolokační pulzy jsou vysílány prostřednictvím nosních dírek a usměrňovány pomocí nosního lístku. Na rozdíl od pravých vrápenců často loví ve skupinkách. Pavrápencovití mají velmi nízké až střední poměry stran a velmi nízké až vysoké zatížení křídel a jsou adaptováni na energeticky účinný, třepotavý let. Některé druhy létají spíše pomalu a dobře manévrují; jiné rychleji a obratněji, ale se zhoršenou manévrovatelností.